# Emil och griseknoen
Emil och griseknoen är en svensk långfilm från 1973 i regi av Olle Hellbom. I huvudrollerna ses Jan Ohlsson, Lena Wisborg, Allan Edwall, Emy Storm, Björn Gustafson och Maud Hansson. Filmen är en uppföljare till Emil i Lönneberga (1971) och Nya hyss av Emil i Lönneberga (1972) och bygger på Astrid Lindgrens barnbok Än lever Emil i Lönneberga från 1970.
Filmen premiärvisades 6 oktober 1973 på biograf Grand i Vimmerby.

## Handling
Emil blir utsläppt ur Snickerboa, för att få vara med på auktionen i Backhorva, men innan han kommer dit tjänar han pengar som grindpojk, och gör sedan flera egendomliga affärer som till en början retar gallfeber på sin ytterst sparsamme far. Sedan dricker han sockerdricka, så det står härliga till, och får slut på slagsmål med hjälp av sin nyligen inropade brandspruta. Han hjälper pappa Anton med, att få hem en galen ko som han har ropat in, samt ropar själv in en utmärkt värphöna vid namn Halta Lotta. 
När Lina får tandvärk kommer Emil på kluriga sätt att få ut den onda tanden, när han ändå är i farten hjälper han Ida att få tyfus, genom att måla henne blå med bläck och skrämmer på så vis slag på Krösa-Maja. Sedan är det dags för Emil att börja i skolan, självklart så utmärker han sig även där, både med läshuvud och en del upptåg. 
Men det märkligaste sker, när Emil räddar livet på en liten nyfödd gris. Emil tar inte bara hand om Griseknoen; han lär den sitta fint, hoppa högt och många andra konster. Ingen i hela Lönneberga kunde väl drömma om att en liten smålandsgris kunde göra något sådant. När mamma Alma sedan brygger körsbärsvin till fru Petrell så får Emil och Griseknoen i sig de jästa bären och efter den berusande upplevelsen avlägger de båda nykterhetslöfte för all framtid.

## Produktion
Den spelades in i Rumskulla, Mariannelund, Skurusjön och Näs i Småland av filmfotografen Kalle Bergholm. Griseknoen tränades av cirkusartisten Ernst Schnack från Danmark.

## Rollista
- Jan Ohlsson – Emil Svensson
- Lena Wisborg – Ida Svensson, Emils syster
- Allan Edwall – Anton Svensson, Emils pappa
- Emy Storm – Alma Svensson, Emils mamma
- Björn Gustafson – Alfred, dräng
- Maud Hansson – Lina, piga
- Carsta Löck – Krösa-Maja (röst av Isa Quensel)
- Hannelore Schroth – fru Petrell
- Jan Nygren – auktionsutropare i Backhorva
- Pierre Lindstedt – Bulten i Bo
- Göthe Grefbo – Kråkstorparn
- Wilhelm Clason – Bastefallarn
- Georg Årlin – präst
- Curt Masreliéz – godtemplare
- Hans-Eric Stenborg – godtemplare
- Sven Holmberg – godtemplare
- Gisela Hahn – lärarinna
- Astrid Lindgren – berättare

## Utgivning
Filmen utgavs 2009 på DVD.

### Webbkällor
- Emil och griseknoen på Svensk Filmdatabas